# Liste des épisodes de Franky
 (septembre 2024).

## Diffusion
| Saison | Saison | Saison | Épisodes | Épisodes | Épisodes | Colombie          | Colombie         | France            | France           |
| Saison | Saison | Saison | Épisodes | Épisodes | Épisodes | Début de saison   | Fin de saison    | Début de saison   | Fin de saison    |
| ------ | ------ | ------ | -------- | -------- | -------- | ----------------- | ---------------- | ----------------- | ---------------- |
|        | 1      | 1      | 60       | 60       | 60       | 28 septembre 2015 | 18 décembre 2015 | 7 novembre 2016   | 17 février 2017  |
|        | 2      | 2a     | 100      | 100      | 60       | 30 mai 2016       | 19 août 2016     | 17 septembre 2017 | 21 décembre 2017 |
|        | 2      | 2b     | 100      | 100      | 40       | 24 octobre 2016   | 16 décembre 2016 | 30 avril 2018     | 5 juillet 2018   |

| №                                                 | #                                                 | Titre français                                    | Titre original                                    | Diffusion française                               | Diffusion originale                               | Code prod.                                        |
| Première saison : Je suis Franky, une fille robot | Première saison : Je suis Franky, une fille robot | Première saison : Je suis Franky, une fille robot | Première saison : Je suis Franky, une fille robot | Première saison : Je suis Franky, une fille robot | Première saison : Je suis Franky, une fille robot | Première saison : Je suis Franky, une fille robot |
| ------------------------------------------------- | ------------------------------------------------- | ------------------------------------------------- | ------------------------------------------------- | ------------------------------------------------- | ------------------------------------------------- | ------------------------------------------------- |
| 1                                                 | 1                                                 | La Naissance de Franky                            | Nace Franky                                       | 7 novembre 2016                                   | 28 septembre 2015                                 | 101                                               |
| 2                                                 | 2                                                 | On a piraté Franky                                | Franky fuera de control                           | 7 novembre 2016                                   | 29 septembre 2015                                 | 102                                               |
| 3                                                 | 3                                                 | Où est Franky                                     | ¿Donde está Franky?                               | 8 novembre 2016                                   | 30 septembre 2015                                 | 103                                               |
| 4                                                 | 4                                                 | Des invités chez Franky                           | Franky y sus huéspedes                            | 9 novembre 2016                                   | 1er octobre 2015                                  | 104                                               |
| 5                                                 | 5                                                 | Franky contre Christian                           | Franky vs. Christian                              | 10 novembre 2016                                  | 2 octobre 2015                                    | 105                                               |
| 6                                                 | 6                                                 | Franky n'a plus de batterie                       | Franky sin batería                                | 14 novembre 2016                                  | 5 octobre 2015                                    | 106                                               |
| 7                                                 | 7                                                 | Le Secret de Franky                               | El secreto de Franky                              | 15 novembre 2016                                  | 6 octobre 2015                                    | 107                                               |
| 8                                                 | 8                                                 | Franky est désaccordée                            | Franky fuera de tono                              | 16 novembre 2016                                  | 7 octobre 2015                                    | 108                                               |
| 9                                                 | 9                                                 | Franky, l'extraterrestre                          | Franky es extraterrestre                          | 17 novembre 2016                                  | 8 octobre 2015                                    | 109                                               |
| 10                                                | 10                                                | Révélations                                       | Franky y Roby sin secretos                        | 21 novembre 2016                                  | 9 octobre 2015                                    | 110                                               |
| 11                                                | 11                                                | La Mamie de Franky : Zéro en technologie          | La abuela de Franky: Tecnología Cero              | 22 novembre 2016                                  | 12 octobre 2015                                   | 111                                               |
| 12                                                | 12                                                | Franky et Roby changent de corps                  | Franky y Roby cambian de cuerpo                   | 23 novembre 2016                                  | 13 octobre 2015                                   | 112                                               |
| 13                                                | 13                                                | Célébrité                                         | Franky y Roby famosos                             | 24 novembre 2016                                  | 14 octobre 2015                                   | 113                                               |
| 14                                                | 14                                                | Franky et Roby : L'Amour en série                 | Franky y Roby: un amor de novela                  | 28 novembre 2016                                  | 15 octobre 2015                                   | 114                                               |
| 15                                                | 15                                                | Les Amours de Franky                              | Franky y sus dos novios                           | 29 novembre 2016                                  | 16 octobre 2015                                   | 115                                               |
| 16                                                | 16                                                | Franky sauve le Cyber                             | Franky salva el Cyber Byte                        | 30 novembre 2016                                  | 19 octobre 2015                                   | 116                                               |
| 17                                                | 17                                                | Ne m'oublie pas, Franky                           | Franky se olvida de todo                          | 1er décembre 2016                                 | 20 octobre 2015                                   | 117                                               |
| 18                                                | 18                                                | Androïde à la casse                               | Franky y Roby fuera de contagios                  | 5 décembre 2016                                   | 21 octobre 2015                                   | 118                                               |
| 19                                                | 19                                                | L'Adoption de Franky et Roby                      | Franky y Roby adoptados                           | 6 décembre 2016                                   | 22 octobre 2015                                   | 119                                               |
| 20                                                | 20                                                | Franky 2 et Roby 2                                | Franky y Roby clonados                            | 7 décembre 2016                                   | 23 octobre 2015                                   | 120                                               |
| 21                                                | 21                                                | Franky et Roby : La Guerre des clones             | Franky y Roby y una guerra de clones              | 8 décembre 2016                                   | 26 octobre 2015                                   | 121                                               |
| 22                                                | 22                                                | Franky, la plus gentille des gentilles            | Franky la más buena de las buenas                 | 12 décembre 2016                                  | 27 octobre 2015                                   | 122                                               |
| 23                                                | 23                                                | Franky en mode comédie musicale                   | Franky en comedia musical                         | 13 décembre 2016                                  | 28 octobre 2015                                   | 123                                               |
| 24                                                | 24                                                | Franky découvre la tristesse                      | Franky conoce de la tristeza                      | 14 décembre 2016                                  | 29 octobre 2015                                   | 124                                               |
| 25                                                | 25                                                | Les Larmes de Franky                              | Las lágrimas de Franky                            | 15 décembre 2016                                  | 30 octobre 2015                                   | 125                                               |
| 26                                                | 26                                                | Tamara aux oubliettes                             | Franky bloquea a Tamara                           | 2 janvier 2017                                    | 2 novembre 2015                                   | 126                                               |
| 27                                                | 27                                                | La Première Fête de Franky                        | Franky y su primera fiesta                        | 3 janvier 2017                                    | 3 novembre 2015                                   | 127                                               |
| 28                                                | 28                                                | Franky jalouse ?                                  | Franky está celosa                                | 4 janvier 2017                                    | 4 novembre 2015                                   | 128                                               |
| 29                                                | 29                                                | Franky n’a pas de passé                           | Franky sin pasado                                 | 5 janvier 2017                                    | 5 novembre 2015                                   | 129                                               |
| 30                                                | 30                                                | Franky rêve                                       | Franky tuvo un sueño                              | 6 janvier 2017                                    | 6 novembre 2015                                   | 130                                               |
| 31                                                | 31                                                | Le Cœur de Franky                                 | Franky tiene corazón                              | 9 janvier 2017                                    | 9 novembre 2015                                   | 131                                               |
| 32                                                | 32                                                | Franky vs. Roby                                   | Franky vs. Roby                                   | 10 janvier 2017                                   | 10 novembre 2015                                  | 132                                               |
| 33                                                | 33                                                | Franky déménage à San Diego                       | Franky a San Diego                                | 11 janvier 2017                                   | 11 novembre 2015                                  | 133                                               |
| 34                                                | 34                                                | Les Bases de programmation                        | Franky en peligro                                 | 12 janvier 2017                                   | 12 novembre 2015                                  | 134                                               |
| 35                                                | 35                                                | Franky, une fille normale                         | Franky, una chica normal                          | 13 janvier 2017                                   | 13 novembre 2015                                  | 135                                               |
| 36                                                | 36                                                | Franky, une belle-fille idéale                    | Franky, una nuera ideal                           | 16 janvier 2017                                   | 16 novembre 2015                                  | 136                                               |
| 37                                                | 37                                                | Bras dessus, bras dessous                         | Franky y Roby inseparables                        | 17 janvier 2017                                   | 17 novembre 2015                                  | 137                                               |
| 38                                                | 38                                                | Franky à la piscine                               | Franky a prueba de agua                           | 18 janvier 2017                                   | 18 novembre 2015                                  | 138                                               |
| 39                                                | 39                                                | Franky et son ami secret                          | Franky y su amigo secreto                         | 19 janvier 2017                                   | 19 novembre 2015                                  | 139                                               |
| 40                                                | 40                                                | Franky, accro à Internet                          | Franky y el campamento escolar                    | 20 janvier 2017                                   | 20 novembre 2015                                  | 140                                               |
| 41                                                | 41                                                | Entre les mains de Clara                          | Franky bajo el poder de Clara                     | 23 janvier 2017                                   | 23 novembre 2015                                  | 141                                               |
| 42                                                | 42                                                | Le Blog de Franky                                 | El blog de Franky                                 | 24 janvier 2017                                   | 24 novembre 2015                                  | 142                                               |
| 43                                                | 43                                                | Franky fait son cinéma                            | Franky, la película                               | 25 janvier 2017                                   | 25 novembre 2015                                  | 143                                               |
| 44                                                | 44                                                | La Chienne de Franky                              | Franky y la Loba                                  | 26 janvier 2017                                   | 26 novembre 2015                                  | 144                                               |
| 45                                                | 45                                                | Franky à la recherche du bonheur                  | Franky en busca de la felicidad                   | 27 janvier 2017                                   | 27 novembre 2015                                  | 145                                               |
| 46                                                | 46                                                | Franky veut sauver la planète                     | Franky descubre su vocación                       | 30 janvier 2017                                   | 30 novembre 2015                                  | 146                                               |
| 47                                                | 47                                                | Franky a une amie qui lui veut du mal             | Franky tiene una amiga peligrosa                  | 31 janvier 2017                                   | 1er décembre 2015                                 | 147                                               |
| 48                                                | 48                                                | Une promenade mouvementée                         | Franky en el bosque                               | 1er février 2017                                  | 2 décembre 2015                                   | 148                                               |
| 49                                                | 49                                                | La Loterie                                        | Franky y la lotería                               | 2 février 2017                                    | 3 décembre 2015                                   | 149                                               |
| 50                                                | 50                                                | Franky sauve le lycée                             | Franky salva el colegio                           | 3 février 2017                                    | 4 décembre 2015                                   | 150                                               |
| 51                                                | 51                                                | Franky et Roby déconnectées                       | Franky y Roby sin red                             | 6 février 2017                                    | 7 décembre 2015                                   | 151                                               |
| 52                                                | 52                                                | La Bonne Action de Franky                         | Franky y una buena acción                         | 7 février 2017                                    | 8 décembre 2015                                   | 152                                               |
| 53                                                | 53                                                | Franky et la Finale de l'Appli-thon               | Franky en la final del Appathon                   | 8 février 2017                                    | 9 décembre 2015                                   | 153                                               |
| 54                                                | 54                                                | Franky et Roby sont télépathes                    | Franky y Roby tienen telepatía                    | 9 février 2017                                    | 10 décembre 2015                                  | 154                                               |
| 55                                                | 55                                                | Une fille dangereuse ?                            | ¿Una chica peligrosa?                             | 10 février 2017                                   | 11 décembre 2015                                  | 155                                               |
| 56                                                | 56                                                | Franky et la Grand-mère de Christian              | Franky y la abuela de Christian                   | 13 février 2017                                   | 14 décembre 2015                                  | 156                                               |
| 57                                                | 57                                                | Franky, une fille responsable                     | Franky, una chica responsable                     | 14 février 2017                                   | 15 décembre 2015                                  | 157                                               |
| 58                                                | 58                                                | Le Concours d’androïdes (partie 1)                | Franky y el Concurso de Androides: (Parte I)      | 15 février 2017                                   | 16 décembre 2015                                  | 158                                               |
| 59                                                | 59                                                | Le Concours d’androïdes (partie 2)                | Franky y el Concurso de Androides: (Parte II)     | 16 février 2017                                   | 17 décembre 2015                                  | 159                                               |
| 60                                                | 60                                                | Franky : Le Grand Final !                         | Franky: ¡El Gran Final!                           | 17 février 2017                                   | 18 décembre 2015                                  | 160                                               |

### Deuxième saison (2017-2018)
| №                                                                | #                                                                | Titre français                                                   | Titre original                                                   | Diffusion française                                              | Diffusion originale                                              | Code prod.                                                       |
| Deuxième saison, partie 1 : Une ligue anti-robot et le M.I.A.O.U | Deuxième saison, partie 1 : Une ligue anti-robot et le M.I.A.O.U | Deuxième saison, partie 1 : Une ligue anti-robot et le M.I.A.O.U | Deuxième saison, partie 1 : Une ligue anti-robot et le M.I.A.O.U | Deuxième saison, partie 1 : Une ligue anti-robot et le M.I.A.O.U | Deuxième saison, partie 1 : Une ligue anti-robot et le M.I.A.O.U | Deuxième saison, partie 1 : Une ligue anti-robot et le M.I.A.O.U |
| ---------------------------------------------------------------- | ---------------------------------------------------------------- | ---------------------------------------------------------------- | ---------------------------------------------------------------- | ---------------------------------------------------------------- | ---------------------------------------------------------------- | ---------------------------------------------------------------- |
| 61                                                               | 1                                                                | Le Retour                                                        | El regreso de Franky                                             | 11 septembre 2017                                                | 30 mai 2016                                                      | 201                                                              |
| 62                                                               | 2                                                                | Ma petite amie est un robot                                      | Mi novia es un robot                                             | 12 septembre 2017                                                | 31 mai 2016                                                      | 202                                                              |
| 63                                                               | 3                                                                | Franky fait un court-circuit                                     | Franky y Tamara, a todo o nada                                   | 13 septembre 2017                                                | 1er juin 2016                                                    | 203                                                              |
| 64                                                               | 4                                                                | Franky vs. la ligue anti-robots                                  | Franky vs la Liga Anti-Robot                                     | 14 septembre 2017                                                | 2 juin 2016                                                      | 204                                                              |
| 65                                                               | 5                                                                | On joue avec le cœur de Franky                                   | Franky, el fin del amor                                          | 18 septembre 2017                                                | 3 juin 2016                                                      | 205                                                              |
| 66                                                               | 6                                                                | La Nouvelle Vie de Franky                                        | La nueva vida de Franky                                          | 19 septembre 2017                                                | 6 juin 2016                                                      | 206                                                              |
| 67                                                               | 7                                                                | Franky et ses androïdes                                          | Franky y sus androides                                           | 20 septembre 2017                                                | 7 juin 2016                                                      | 207                                                              |
| 68                                                               | 8                                                                | Franky et la Sœur jumelle                                        | Franky y la gemela                                               | 21 septembre 2017                                                | 8 juin 2016                                                      | 208                                                              |
| 69                                                               | 9                                                                | La Déception de Franky                                           | La desilusión de Franky                                          | 25 septembre 2017                                                | 9 juin 2016                                                      | 209                                                              |
| 70                                                               | 10                                                               | Franky et la Puce de la méchanceté                               | Franky y el chip de la maldad                                    | 26 septembre 2017                                                | 10 juin 2016                                                     | 210                                                              |
| 71                                                               | 11                                                               | L’Épidémie de bisous                                             | Franky provoca epidemia de besos                                 | 27 septembre 2017                                                | 13 juin 2016                                                     | 211                                                              |
| 72                                                               | 12                                                               | La Traque des androïdes                                          | Franky y Christian, un amor secreto                              | 28 septembre 2017                                                | 14 juin 2016                                                     | 212                                                              |
| 73                                                               | 13                                                               | Treize, le nouveau petit-ami de Franky                           | ¿Franky y Trece son novios?                                      | 2 octobre 2017                                                   | 15 juin 2016                                                     | 213                                                              |
| 74                                                               | 14                                                               | Franky, l'obsession de Treize                                    | Franky, la obsesión de Trece                                     | 3 octobre 2017                                                   | 16 juin 2016                                                     | 214                                                              |
| 75                                                               | 15                                                               | La Colère de Franky                                              | La ira de Franky                                                 | 4 octobre 2017                                                   | 17 juin 2016                                                     | 215                                                              |
| 76                                                               | 16                                                               | Franky retrouve sa maman                                         | Franky descubre a su mamá                                        | 5 octobre 2017                                                   | 20 juin 2016                                                     | 216                                                              |
| 77                                                               | 17                                                               | L'Amie d'enfance de Franky                                       | Franky en peligro                                                | 9 octobre 2017                                                   | 21 juin 2016                                                     | 217                                                              |
| 78                                                               | 18                                                               | Un secret plus si secret                                         | Franky y su amiga de la infancia                                 | 10 octobre 2017                                                  | 22 juin 2016                                                     | 218                                                              |
| 79                                                               | 19                                                               | Tamara fait du chantage                                          | La abuela de Franky: El regreso                                  | 11 octobre 2017                                                  | 23 juin 2016                                                     | 219                                                              |
| 80                                                               | 20                                                               | Franky prend sa revanche                                         | Franky y el gran androide                                        | 12 octobre 2017                                                  | 24 juin 2016                                                     | 220                                                              |
| 81                                                               | 21                                                               | Franky contre Franky                                             | Franky y los falsos androides                                    | 16 octobre 2017                                                  | 27 juin 2016                                                     | 221                                                              |
| 82                                                               | 22                                                               | Les Mains de Franky                                              | Las manos de Franky                                              | 17 octobre 2017                                                  | 28 juin 2016                                                     | 222                                                              |
| 83                                                               | 23                                                               | Tremblez robots !                                                | Franky y la máquina de detectar androides                        | 18 octobre 2017                                                  | 29 juin 2016                                                     | 223                                                              |
| 84                                                               | 24                                                               | Maman protège Franky                                             | Franky protegida por mamá                                        | 19 octobre 2017                                                  | 30 juin 2016                                                     | 224                                                              |
| 85                                                               | 25                                                               | Franky, une redoutable rivale                                    | Franky, una competidora desleal                                  | 23 octobre 2017                                                  | 1er juillet 2016                                                 | 225                                                              |
| 86                                                               | 26                                                               | La Nouvelle Ennemie de Franky                                    | ¿Franky es una mentirosa?                                        | 24 octobre 2017                                                  | 4 juillet 2016                                                   | 226                                                              |
| 87                                                               | 27                                                               | L’Odorat de Franky                                               | Franky tiene olfato                                              | 25 octobre 2017                                                  | 5 juillet 2016                                                   | 227                                                              |
| 88                                                               | 28                                                               | Les Pouvoirs de Franky                                           | Franky tiene poderes                                             | 26 octobre 2017                                                  | 6 juillet 2016                                                   | 228                                                              |
| 89                                                               | 29                                                               | Franky démasquée ?                                               | Franky está ansiosa                                              | 30 octobre 2017                                                  | 7 juillet 2016                                                   | 229                                                              |
| 90                                                               | 30                                                               | Franky et ses androïdes en concert                               | Franky canta en vivo                                             | 31 octobre 2017                                                  | 8 juillet 2016                                                   | 230                                                              |
| 91                                                               | 31                                                               | Franky et ses androïdes à découvert                              | Franky y sus androides al descubrimiento                         | 1er novembre 2017                                                | 11 juillet 2016                                                  | 231                                                              |
| 92                                                               | 32                                                               | Franky devient leader                                            | El liderazgo de Franky                                           | 2 novembre 2017                                                  | 12 juillet 2016                                                  | 232                                                              |
| 93                                                               | 33                                                               | Franky n'est qu'un robot                                         | Franky y su otra abuela, la lucha continúa                       | 6 novembre 2017                                                  | 13 juillet 2016                                                  | 233                                                              |
| 94                                                               | 34                                                               | Mamie fait de la résistance                                      | Franky en busca de Roby                                          | 7 novembre 2017                                                  | 14 juillet 2016                                                  | 234                                                              |
| 95                                                               | 35                                                               | La Grande Fête de la ligue anti-robot                            | Franky + Fiesta                                                  | 8 novembre 2017                                                  | 15 juillet 2016                                                  | 235                                                              |
| 96                                                               | 36                                                               | Franky à la rescousse de Roby                                    | Franky al rescate de Roby                                        | 9 novembre 2017                                                  | 18 juillet 2016                                                  | 236                                                              |
| 97                                                               | 37                                                               | Franky, amoureuse d'Andromax ?                                   | ¿Franky enamorada de Andromax?                                   | 13 novembre 2017                                                 | 19 juillet 2016                                                  | 237                                                              |
| 98                                                               | 38                                                               | Franky, leader du Miaou                                          | Franky y Christian, separados por Dulce                          | 14 novembre 2017                                                 | 20 juillet 2016                                                  | 238                                                              |
| 99                                                               | 39                                                               | Franky doit prouver sa loyauté                                   | Franky y la prueba de la fidelidad                               | 15 novembre 2017                                                 | 21 juillet 2016                                                  | 239                                                              |
| 100                                                              | 40                                                               | Franky n’est plus Franky                                         | Franky ya no es Franky                                           | 16 novembre 2017                                                 | 22 juillet 2016                                                  | 240                                                              |
| 101                                                              | 41                                                               | Franky a un fan                                                  | El fan de Franky                                                 | 20 novembre 2017                                                 | 25 juillet 2016                                                  | 241                                                              |
| 102                                                              | 42                                                               | Les Défauts de Franky                                            | Los defectos de Franky                                           | 21 novembre 2017                                                 | 26 juillet 2016                                                  | 242                                                              |
| 103                                                              | 43                                                               | Le Bug de Franky                                                 | Franky en cortocircuito                                          | 22 novembre 2017                                                 | 27 juillet 2016                                                  | 243                                                              |
| 104                                                              | 44                                                               | Franky a les batteries à plat                                    | Franky tiene pereza                                              | 23 novembre 2017                                                 | 28 juillet 2016                                                  | 244                                                              |
| 105                                                              | 45                                                               | Franky, fille virtuelle                                          | Franky, una chica virtual                                        | 27 novembre 2017                                                 | 29 juillet 2016                                                  | 245                                                              |
| 106                                                              | 46                                                               | La Fête d'anniversaire gâchée                                    | Franky y la fiesta de disfraces                                  | 28 novembre 2017                                                 | 1er août 2016                                                    | 246                                                              |
| 107                                                              | 47                                                               | Franky à nouveau grande sœur                                     | Franky y Benjamín son hermanos                                   | 29 novembre 2017                                                 | 2 août 2016                                                      | 247                                                              |
| 108                                                              | 48                                                               | Franky et le Livre des secrets                                   | Franky y el libro de los secretos                                | 30 novembre 2017                                                 | 3 août 2016                                                      | 248                                                              |
| 109                                                              | 49                                                               | Franky a du goût                                                 | Franky puede comer helado                                        | 4 décembre 2017                                                  | 4 août 2016                                                      | 249                                                              |
| 110                                                              | 50                                                               | Franky à la rescousse                                            | Franky al rescate de mamá                                        | 5 décembre 2017                                                  | 5 août 2016                                                      | 250                                                              |
| 111                                                              | 51                                                               | Franky et le Virus de la grippe                                  | Franky tiene gripe                                               | 6 décembre 2017                                                  | 8 août 2016                                                      | 251                                                              |
| 112                                                              | 52                                                               | Franky et le Super Exterminateur                                 | Franky y el súper exterminador                                   | 7 décembre 2017                                                  | 9 août 2016                                                      | 252                                                              |
| 113                                                              | 53                                                               | Franky se prend pour Douze                                       | Franky: prototipo DOCE                                           | 11 décembre 2017                                                 | 10 août 2016                                                     | 253                                                              |
| 114                                                              | 54                                                               | Franky et le Secret de Roby                                      | Franky y el secreto de Roby                                      | 12 décembre 2017                                                 | 11 août 2016                                                     | 254                                                              |
| 115                                                              | 55                                                               | Franky monte sur scène                                           | Franky en la semifinal del concurso de bandas                    | 13 décembre 2017                                                 | 12 août 2016                                                     | 255                                                              |
| 116                                                              | 56                                                               | Franky face à la nouvelle présidente                             | Franky y Brigitte, la nueva presidente de EGG                    | 14 décembre 2017                                                 | 15 août 2016                                                     | 256                                                              |
| 117                                                              | 57                                                               | Robot ou pas ?                                                   | ¿Franky es un robot?                                             | 18 décembre 2017                                                 | 16 août 2016                                                     | 257                                                              |
| 118                                                              | 58                                                               | Raisons et Sentiments                                            | Franky y la aceptación de los androides                          | 19 décembre 2017                                                 | 17 août 2016                                                     | 258                                                              |
| 119                                                              | 59                                                               | La Grande Finale du concours de musique                          | El final de Franky y sus Androides                               | 20 décembre 2017                                                 | 18 août 2016                                                     | 259                                                              |
| 120                                                              | 60                                                               | Franky ne peut pas s'échapper                                    | Franky atrapada sin salida                                       | 21 décembre 2017                                                 | 19 août 2016                                                     | 260                                                              |
| Deuxième saison, partie 2 : Une Lou change le monde et l'avenir  |                                                                  |                                                                  |                                                                  |                                                                  |                                                                  |                                                                  |
| 121                                                              | 61                                                               | Franky et l'Androïde mystérieuse                                 | Franky y la androide misteriosa                                  | 30 avril 2018                                                    | 24 octobre 2016                                                  | 261                                                              |
| 122                                                              | 62                                                               | Franky passe à la télé                                           | Franky en el talk show                                           | 1er mai 2018                                                     | 25 octobre 2016                                                  | 262                                                              |
| 123                                                              | 63                                                               | Franky retourne au lycée                                         | Franky regresa al colegio                                        | 2 mai 2018                                                       | 26 octobre 2016                                                  | 263                                                              |
| 124                                                              | 64                                                               | Le Bien et le Mal                                                | Franky entre el bien y el mal                                    | 3 mai 2018                                                       | 27 octobre 2016                                                  | 264                                                              |
| 125                                                              | 65                                                               | Cherche petit ami désespérément                                  | Un androide para Franky                                          | 7 mai 2018                                                       | 28 octobre 2016                                                  | 265                                                              |
| 126                                                              | 66                                                               | Franky veut retrouver sa mémoire                                 | Franky en busca de la memoria perdida                            | 8 mai 2018                                                       | 31 octobre 2016                                                  | 266                                                              |
| 127                                                              | 67                                                               | Lou, qui es-tu ?                                                 | Franky y el androide espía                                       | 9 mai 2018                                                       | 1er novembre 2016                                                | 267                                                              |
| 128                                                              | 68                                                               | À la recherche de la sauvegarde perdue                           | Franky tiene un tic nervioso                                     | 10 mai 2018                                                      | 2 novembre 2016                                                  | 268                                                              |
| 129                                                              | 69                                                               | Mauvaise Sauvegarde                                              | Franky y el back-up equivocado                                   | 14 mai 2018                                                      | 3 novembre 2016                                                  | 269                                                              |
| 130                                                              | 70                                                               | Le Film souvenir                                                 | Franky y Christian, juntos otra vez                              | 15 mai 2018                                                      | 4 novembre 2016                                                  | 270                                                              |
| 131                                                              | 71                                                               | Amitié et Loyauté                                                | Franky, un androide leal                                         | 16 mai 2018                                                      | 7 novembre 2016                                                  | 271                                                              |
| 132                                                              | 72                                                               | Androïdes contre Humains                                         | Franky y la graduación de los androides                          | 17 mai 2018                                                      | 8 novembre 2016                                                  | 272                                                              |
| 133                                                              | 73                                                               | Lou a disparu                                                    | Franky en busca de Luz                                           | 21 mai 2018                                                      | 9 novembre 2016                                                  | 273                                                              |
| 134                                                              | 74                                                               | Les Mensonges de Franky                                          | Franky y el virus de la mentira                                  | 22 mai 2018                                                      | 10 novembre 2016                                                 | 274                                                              |
| 135                                                              | 75                                                               | Retour dans le passé (partie 1)                                  | Franky y Clara en el pasado: (Parte I)                           | 23 mai 2018                                                      | 11 novembre 2016                                                 | 275                                                              |
| 136                                                              | 76                                                               | Retour dans le passé (partie 2)                                  | Franky y Clara en el pasado: (Parte II)                          | 24 mai 2018                                                      | 14 novembre 2016                                                 | 276                                                              |
| 137                                                              | 77                                                               | Franky, modèle réduit                                            | Franky muñeca                                                    | 28 mai 2018                                                      | 15 novembre 2016                                                 | 277                                                              |
| 138                                                              | 78                                                               | Les papas se révoltent                                           | Franky y la huelga de padres                                     | 29 mai 2018                                                      | 16 novembre 2016                                                 | 278                                                              |
| 139                                                              | 79                                                               | Chris 2.0                                                        | Franky y Christian...Androide                                    | 30 mai 2018                                                      | 17 novembre 2016                                                 | 279                                                              |
| 140                                                              | 80                                                               | D'où viens-tu CHR15 ?                                            | ¿Quién creó a Christian Androide?                                | 31 mai 2018                                                      | 18 novembre 2016                                                 | 280                                                              |
| 141                                                              | 81                                                               | Rêves androïdes                                                  | Franky y la app del sueño                                        | 4 juin 2018                                                      | 21 novembre 2016                                                 | 281                                                              |
| 142                                                              | 82                                                               | Franky et les Androïdes infirmiers                               | Franky y los androides enfermeros                                | 5 juin 2018                                                      | 22 novembre 2016                                                 | 282                                                              |
| 143                                                              | 83                                                               | Votez Franky !                                                   | Franky y las elecciones escolares                                | 6 juin 2018                                                      | 23 novembre 2016                                                 | 283                                                              |
| 144                                                              | 84                                                               | L'Immeuble hanté                                                 | Franky y el edificio embrujado                                   | 7 juin 2018                                                      | 24 novembre 2016                                                 | 284                                                              |
| 145                                                              | 85                                                               | L'Andro-cyber                                                    | Franky y el viaje de las madres                                  | 11 juin 2018                                                     | 25 novembre 2016                                                 | 285                                                              |
| 146                                                              | 86                                                               | Hypnose et Amnésie                                               | Franky recupera la memoria                                       | 12 juin 2018                                                     | 28 novembre 2016                                                 | 286                                                              |
| 147                                                              | 87                                                               | La Fête d'anniversaire                                           | Franky, animadora infantil                                       | 13 juin 2018                                                     | 29 novembre 2016                                                 | 287                                                              |
| 148                                                              | 88                                                               | Les Termites mangeuses de métal                                  | Franky y las termitas devorametales                              | 14 juin 2018                                                     | 30 novembre 2016                                                 | 288                                                              |
| 149                                                              | 89                                                               | Lou la hackeuse                                                  | Franky en peligro de desaparecer                                 | 18 juin 2018                                                     | 1er décembre 2016                                                | 289                                                              |
| 150                                                              | 90                                                               | Franky, Loli et Tamara mènent l'enquête                          | Franky, Loli y Tamara: Súper Detectives                          | 19 juin 2018                                                     | 2 décembre 2016                                                  | 290                                                              |
| 151                                                              | 91                                                               | Franky et le Dossier confidentiel                                | Franky y el archivo confidencial                                 | 20 juin 2018                                                     | 5 décembre 2016                                                  | 291                                                              |
| 152                                                              | 92                                                               | Le Rendez-vous surprise                                          | Franky, una amiga incondicional                                  | 21 juin 2018                                                     | 6 décembre 2016                                                  | 292                                                              |
| 153                                                              | 93                                                               | Le Voyage de fin d'études (partie 1)                             | Franky y el viaje de graduación: (Parte I)                       | 25 juin 2018                                                     | 7 décembre 2016                                                  | 293                                                              |
| 154                                                              | 94                                                               | Le Voyage de fin d'études (partie 2)                             | Franky y el viaje de graduación: (Parte II)                      | 26 juin 2018                                                     | 8 décembre 2016                                                  | 294                                                              |
| 155                                                              | 95                                                               | Le Tour du monde des androïdes                                   | Franky: La verdad sale a la luz                                  | 27 juin 2018                                                     | 9 décembre 2016                                                  | 295                                                              |
| 156                                                              | 96                                                               | Franky rencontre Franky                                          | Franky vuelve al futuro                                          | 28 juin 2018                                                     | 12 décembre 2016                                                 | 296                                                              |
| 157                                                              | 97                                                               | S0f14                                                            | Franky en busca del prototipo perdido                            | 2 juillet 2018                                                   | 13 décembre 2016                                                 | 297                                                              |
| 158                                                              | 98                                                               | Franky et Lou enfin réunies                                      | Franky y Luz unidas para siempre                                 | 3 juillet 2018                                                   | 14 décembre 2016                                                 | 298                                                              |
| 159                                                              | 99                                                               | L'Affrontement final                                             | Franky y la batalla final: (Parte I)                             | 4 juillet 2018                                                   | 15 décembre 2016                                                 | 299                                                              |
| 160                                                              | 100                                                              | Adieu Franky                                                     | Franky y la batalla final: (Parte II)                            | 5 juillet 2018                                                   | 16 décembre 2016                                                 | 300                                                              |